# Meerenge von Bungo

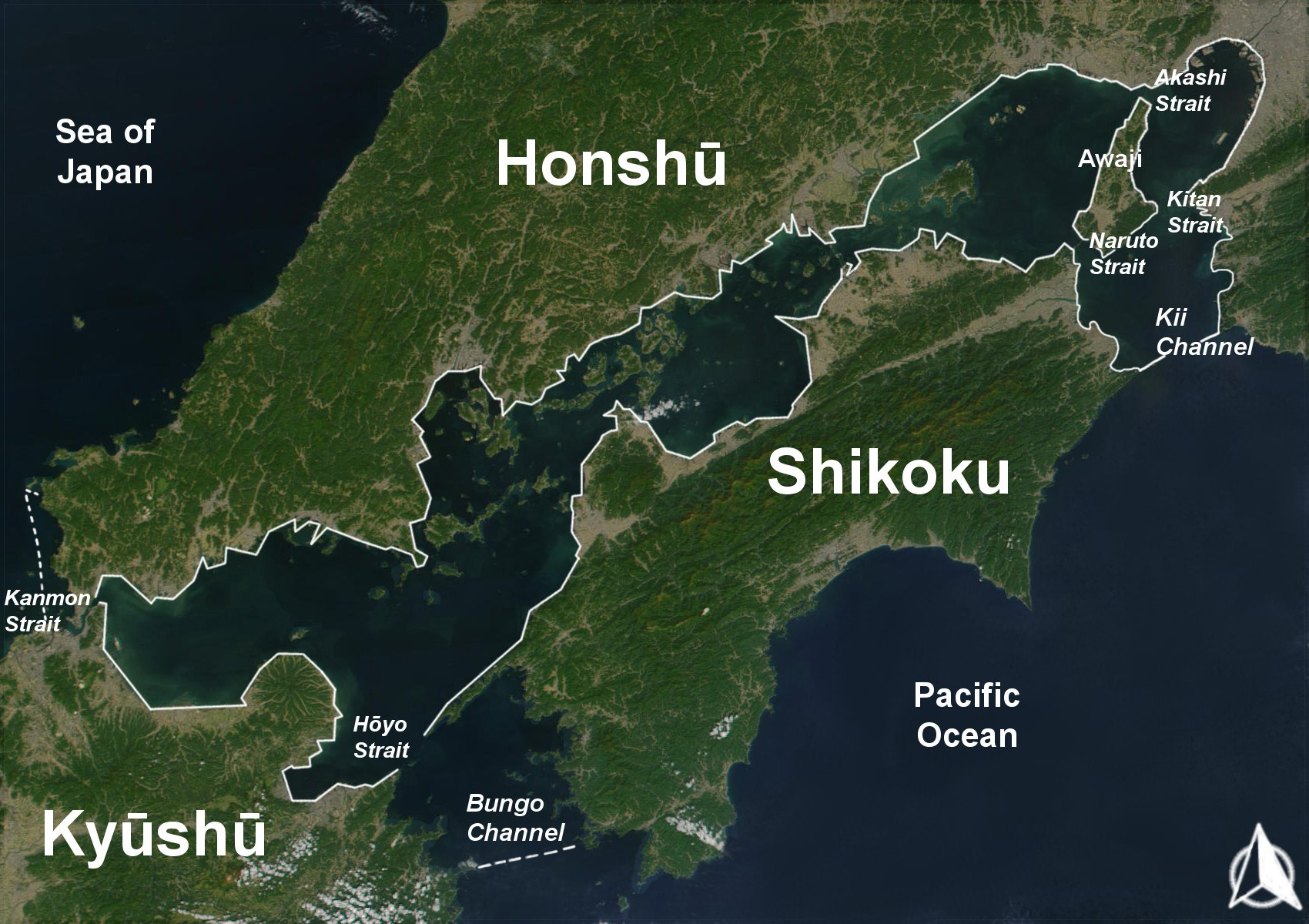

Die Meerenge von Bungo (japanisch 豊後水道 Bungo-suidō) liegt zwischen den japanischen Inseln Kyūshū, Präfektur Ōita (≈Provinz Bungo) und Shikoku, Präfektur Ehime. Sie verbindet den Pazifischen Ozean mit der Seto-Inlandsee am westlichen Ende von Shikoku. Der schmalste Abschnitt der Meerenge mit 14 km befindet sich zwischen der Halbinsel Seki mit der Stadt Ōita und der Halbinsel Sada mit der Stadt Ikata in der Präfektur Ehime wird als Hōyo-Straße (豊予海峡 Hōyo kaikyō) bezeichnet. In der Meerenge liegt die 0,34 ha große unbewohnte Insel Mizuko, auf der sich ein Leuchtturm befindet.
In der englischsprachigen Welt ist die Meerenge von Bungo am ehesten als Handlungsort des im Zweiten Weltkrieg spielenden Films von 1958, U 23 – Tödliche Tiefen (Original: Run Silent, Run Deep) bekannt, eine Verfilmung des erfolgreichen Buches von 1955 des damaligen Commanders Edward L. Beach Jr.